# Chlorophytum palghatense
Espèce
Chlorophytum palghatense est une espèce de plantes herbacées de la famille des Asparagaceae. Elle a été  découverte dans les montagnes du Muthikulam, en Inde. C'est une espèce endémique.